# Orizuru

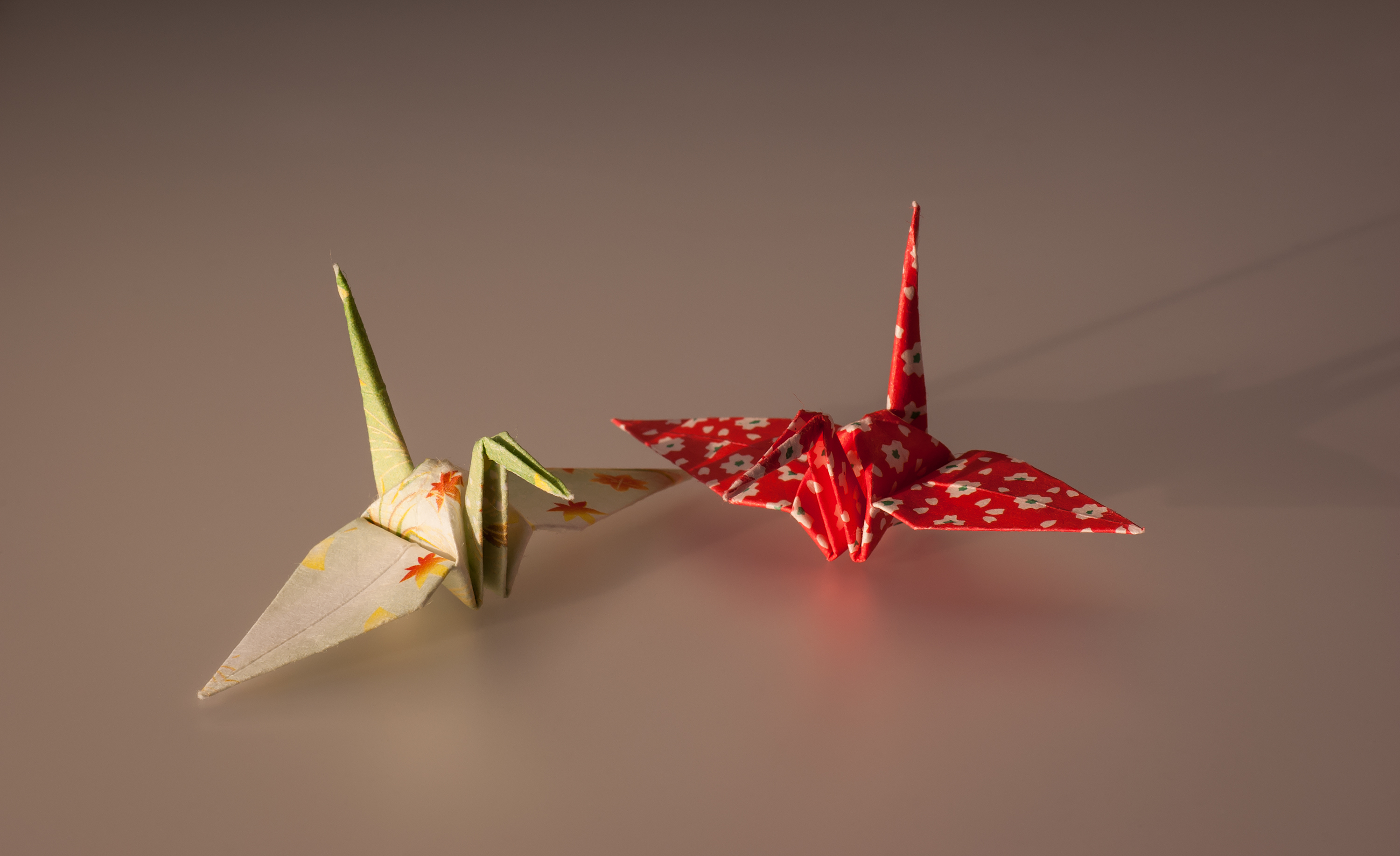
Cocori de hârtie

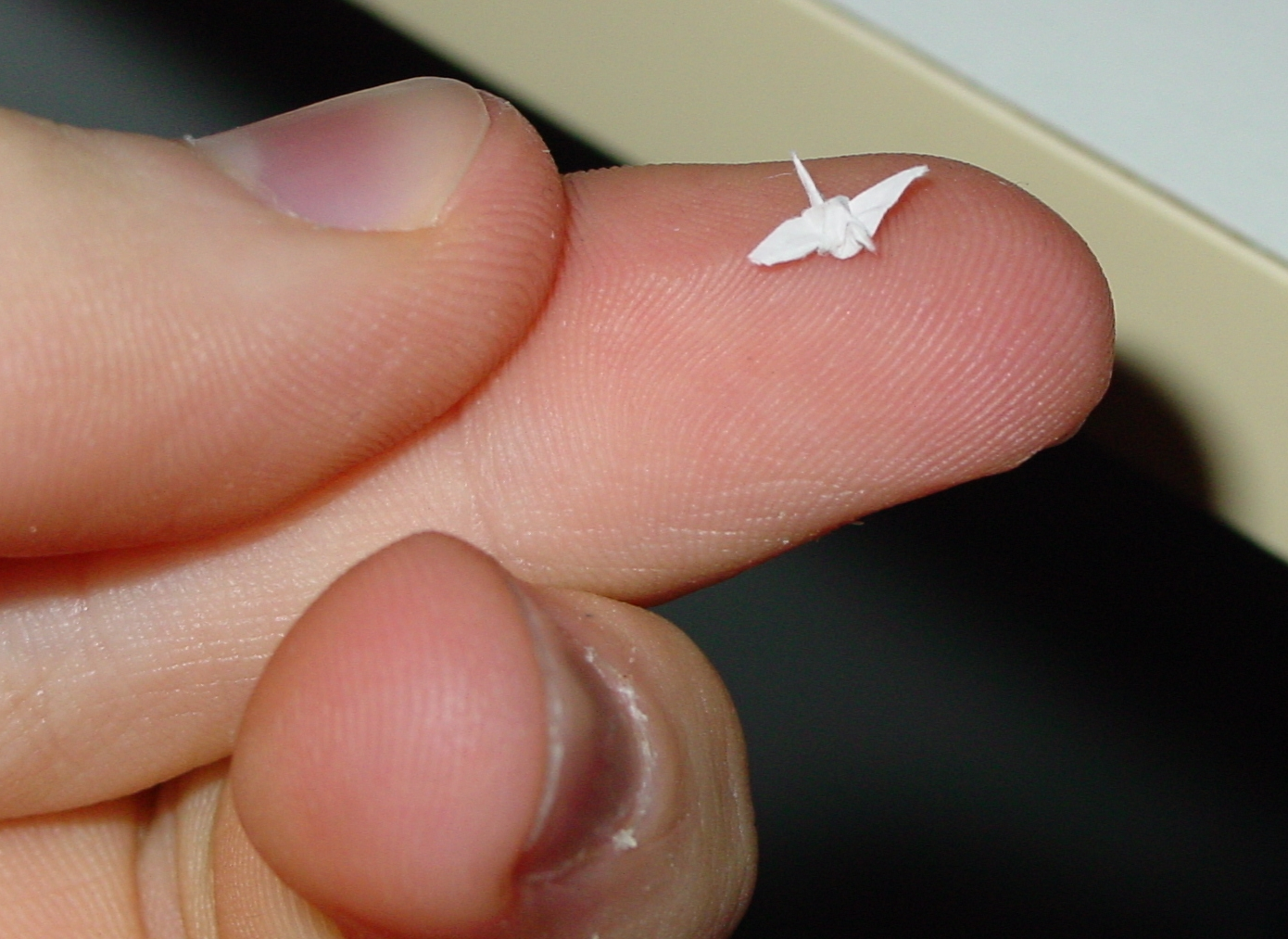
Un orizuru foarte mic

Orizuru (折鶴 ori- „pliat”, a tsuru „cocor”), sau cocor de hârtie, este un design considerat a fi cel mai clasic dintre toate origami japoneze. Este o reprezentare a cocorului japonez, care este menționată ca „Onorabilul Lord Cocor” în cultura japoneză. În cultura japoneză se consideră că aripile sale conduc sufletele spre rai. Acesta este adesea folosit la ceremonii sau ca decor de masă la restaurant. O mie de orizuru înșirați împreună sunt numiți senbazuru (千羽鶴), însemnând „o mie de cocori”. Sadako și O Mie de Cocori de Hârtie este o operă clasică japoneză care vorbește despre simbolistica celor o mie de cocori de hârtie. Se spune că o mie de cocori trebuie să fie realizați pentru ca o dorință să devină realitate.

## Renzuru

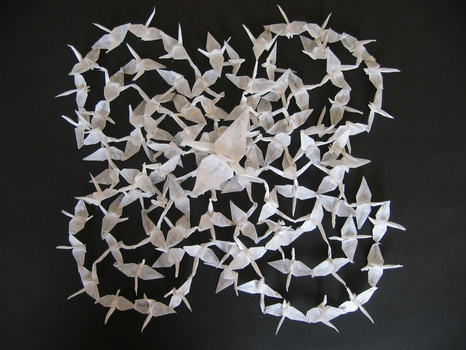
Renzuru, „HYAKKAKU (O mie de cocori)” în Hiden Senbazuru Orikata

Cuvântul renzuru (連鶴 „cocori împreunați”?) se referă la o tehnică de origami prin care se îndoaie mai mulți cocori dintr-o singură foaie de hârtie (de obicei pătrată), folosind un număr de tăieturi strategice pentru a forma un mozaic de pătrate mici semi-detașate de hârtia originală mare pătrată. Cocorii rezultați sunt atașați unii de ceilalți (de exemplu, la vârfurile ciocurilor, aripilor sau cozilor) sau la vârful corpului (de exemplu, un pui cocor, așezat pe spatele mamei sale). Trucul este să fie îndoiați toți cocorii fără a rupe micile legături de hârtie care le atașează unul de celălalt sau, în unele cazuri, să fie ascunsă efectiv hârtia suplimentară.
Configurațiile de tip renzuru includ un cerc de patru sau mai mulți cocori atașați la vârfurile aripilor. Una dintre formele cele mai simple, realizată dintr-o jumătate de pătrat (dreptunghi 2 pe 1) tăiat la jumătatea drumului pe una din laturile lungi, are ca rezultat doi cocori care au împreună o aripă, poziționată vertical între corpurile lor; capetele și cozile pot fi poziționate în aceeași direcție sau opuse. Această tehnică este cunoscută sub numele de imoseyama. Dacă este folosită hârtie colorată diferit pe fiecare parte, cocorii vor avea culori diferite.
Această tehnică de origami a fost pentru prima dată ilustrată în una dintre cele mai vechi cărți de origami cunoscute, Hiden Senbazuru Orikata (1797). Diagramele actualizate din această lucrare timpurie pot fi găsite într-o lucrare recentă a autorului japonez de origami Kunihiko Kasahara.

## Împăturirea orizuru

Instrucțiuni privind plierea cocorului prin origami, folosind sistemul de notație Yoshizawa-Randlett